# Нова Жик'я
Нова Жи́к'я (рос. Новая Жикья) — присілок у складі Селтинського району Удмуртії, Росія.

## Населення
Населення — 59 осіб (2010; 62 в 2002).
Національний склад станом на 2002 рік:
- удмурти — 89 %

## Урбаноніми[3]
- вулиці — Жик'їнська, Новожик'їнська